# 매미기생나방
매미기생나방(Epipomponia nawai, 일본어: セミヤドリガ)은 나비목 매미기생나방과로 분류되는 나방의 한 종류다. 그 유충이 매미의 겉에 달라붙어 기생하기 때문에 이런 이름이 붙었다. 매미기생나방과의 나방들은 전 세계에 40종 정도가 알려져 있지만 그 대부분은 멸구과에 기생하고, 엄밀한 의미에서의 매미과 곤충에게 기생하는 것은 세계적으로도 드물다.
종령에 이르면 매미에서 떨어져 나와 번데기로 변신할 준비를 한다. 왁스층을 벗겨내면 통통하게 살이 찐 분홍색 애벌레가 나온다.

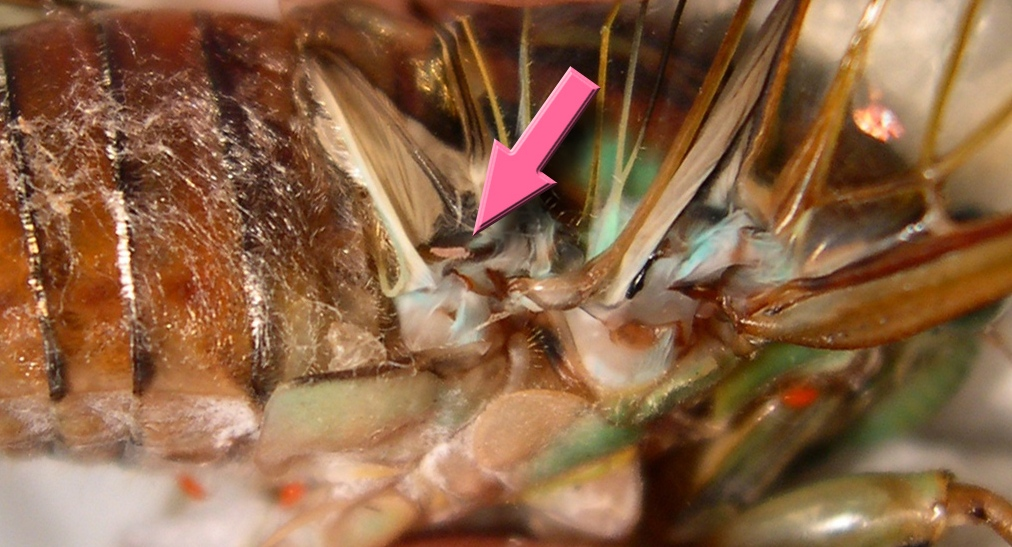
저녁매미에게 기생한 매미기생나방의 1령 애벌레(화살표 끝 가로로 길쭉한 작은 것).